# فيديبيدس
فيديبيدس (باليونانية: Φειδιππίδης، بالإنجليزية: Philippides) هو أحد المقاتلين اليونانيين ضد الفرس في عام 490 قبل الميلاد وقد جرى مسافة قدرها 40 كيلومتر من ماراثوناس إلى أثينا ليخبر أهلها أنهم انتصروا على الفرس وبعد أن أخبرهم بالموضوع مات من التعب والإرهاق. وقد سمي سباق الماراثون بهذا الاسم تيمنا بهذا العسكري الذي قطع كل هذه المسافة من أجل أن يخبرهم أنهم انتصروا على الفرس.